# Antoinette de Saint Léger
Antoinette de Saint Léger (San Pietroburgo, 20 giugno 1856 – Intragna, 24 gennaio 1948) è stata un'imprenditrice e mecenate russa naturalizzata svizzera.

## Biografia
Antoinette Bayer nacque nell'impero russo, forse come figlia illegittima dello zar Alessandro II; sua madre era la tedesca Wilhelmine Bayer.
Frequentò l'Istituto Smol'nyj a San Pietroburgo, un prestigioso convitto per fanciulle nobili dove le venne impartita un'educazione di livello elevato; si esprimeva correntemente in italiano, tedesco, francese, inglese, polacco e greco. A sedici anni si trasferì a Napoli, ospite del console a Napoli degli Stati Uniti d'America Giulio Edoardo Jaeger. 
Nel 1873 Antoinette si sposò per la prima volta a Portici, vicino a Napoli, con Friedrich Stolte (morto nel 1878), dal quale ebbe due figli, Maria Grazia Vera (1874-1893) e Peppino (1876-1892). Dopo la separazione da Stolte sposò il molto più anziano di lei Giulio Edoardo Jaeger (1828-1883) di Messina; da questo matrimonio nacque un figlio, Julio Antonio, morto nel 1950. 
Anche il secondo matrimonio terminò con una separazione. A Milano Antonietta incontrò Richard Flemyng de Saint Léger (1858-1922), un ricco ufficiale anglo-irlandese che sposò il 1° di ottobre del 1881. Da questa unione nacquero due figli: James (1882-1884) e Joan (1886-1955).
Nel 1885 i coniugi acquistano le isole di Brissago, abbandonate da anni, coperte da una rarefatta vegetazione e con i resti di un convento. Grazie soprattutto a Antoinette, il giardino dell'isola Grande fu trasformato in un parco botanico.
Dal 1886 al 1914 ospitò varie personalità nella sua residenza sull'isola: i pittori Daniele Ranzoni, Filippo Franzoni e Giovanni Segantini vennero a visitarla. Anche il compositore Ruggero Leoncavallo si ritrovò a Brissago, e successivamente (dopo il 1918) anche James Joyce, Rainer Maria Rilke e Harry Graf Kessler. La posizione di Antoinette fu minata non solo dalla sua età avanzata, ma anche dalla sua inclinazione alle imprese e ad altre avventure. Investì nelle ferrovie transcaucasiche, nei tram rumeni e in altri progetti altrettanto rischiosi, subendo perdite significative. Suo marito si ritirò a Napoli nel 1897, dove lavorò al consolato britannico e morì nel 1922.
Negli anni '20 Antoinette, ormai una vecchia signora, viveva da sola nella sua tenuta isolana; nel 1934 ottenne la cittadinanza svizzera. Inizia un periodo di crisi finanziaria che la porta alla vendita delle isole di Brissago al ricco imprenditore tedesco Max Emden nel 1927, migliorando solo per un breve periodo la sua posizione economica. Visse poi a Casa Moscia, un ex mulino (Bolongari-Pisani) nel quartiere Moscia di Ascona, che Emden aveva comprato per lei. Nel novembre del 1940 si trasferì a San Donato, in una casa di riposo a Intragna, dove morì nel 1948 completamente povera. La sorte degli oltre 60 volumi dei suoi diari non è chiara.